# Glycyphana brooksi
Glycyphana brooksi är en skalbaggsart som beskrevs av Bacchus 1974. Glycyphana brooksi ingår i släktet Glycyphana och familjen Cetoniidae. Inga underarter finns listade i Catalogue of Life.